# Sistem flexibil de fabricație

Un sistem flexibil de fabricație, SFF, (engleză flexible manufacturing system, franceză systéme flexible de fabrication, germană Flexibles Fertigungssystem) este un ansamblu integrat de mașini-unelte cu comandă numerică, comandat prin calculator, deservit de roboți și de un  sistem automat de transport, manipulare și depozitare a pieselor de prelucrat, pieselor finite și sculelor, prevăzut cu echipamente automatizate de măsurare și testare 

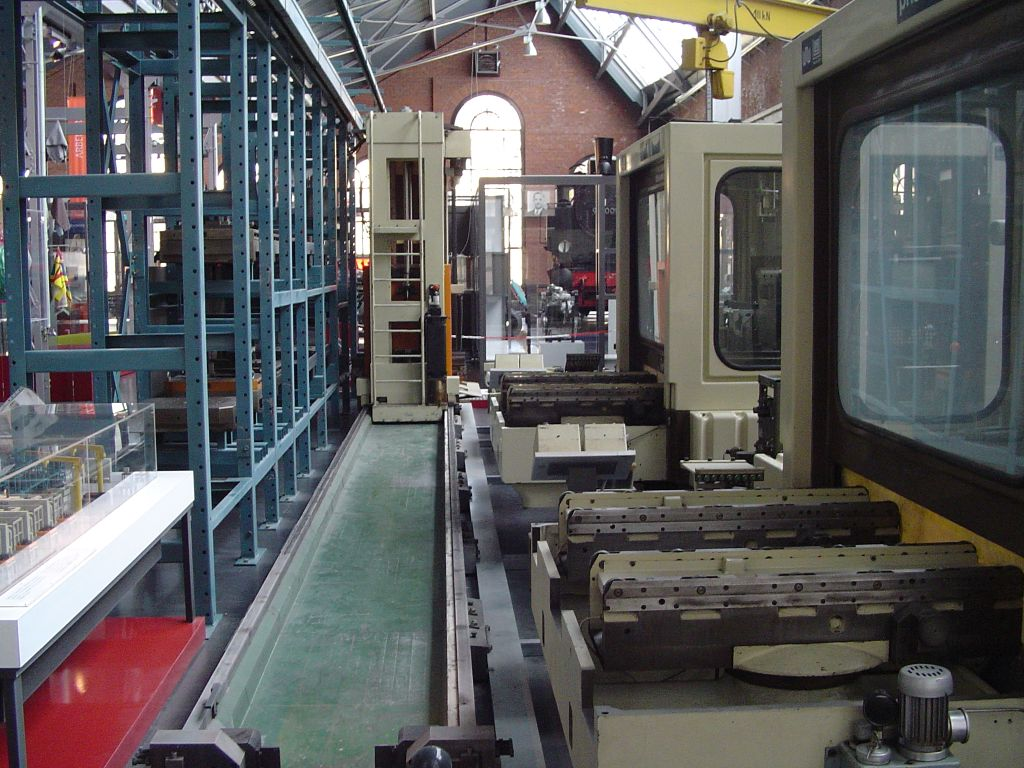
Sistem flexibil de fabricație

și care, cu un minimum de intervenții manuale ale operatorului uman și cu timpi de reglare reduși poate realiza prelucrarea simultană sau succesivă a unor piese diferite, aparținând unei familii specifice de piese, cu asemănări morfologice și/sau tehnologice, în limitele unei capacități și după un program de fabricație prestabilit.Sistemul flexibil de fabricație are capacitatea de a permite readaptarea/reglarea din nou, automatizată, pentru producția pieselor dintr-o nomenclatură variată, în limite stabilite ale caracteristicilor acestora. SFF sunt destinate unor „familii” de produse care trebuie fabricate în volume de producție mărite, ce justifică investiția.
Biroul Național de Standarde din Statele Unite a formulat următoarea definiție: SFF este un „ansamblu de mașini (în general, centre de prelucrare cu comandă numerică precum și schimbătoare de scule), legate între ele printr-un sistem de transport. Transportorul dirijează piesele de prelucrat spre mașini, pe palete sau alte unități de interfață în așa fel încât înregistrarea funcționării mașinii este precisă, rapidă și automată.”Nu există totuși o definiție general acceptată a SFF.
O definiție alternativă, deseori citată, a fost formulată de P. G. Ranky (1986): SFF este un sistem care se ocupă cu procesarea de înalt nivel a datelor distribuite și cu fluxul automat al materialelor, utilizând mașini controlate de calculator, celule de asamblare, roboți industriali, mașini de inspecție/control etc., împreună cu manipularea materialelor și sisteme de stocare, integrate cu calculator.

## Componente și caracteristici ale SFF
Au fost descrise de diferiți autori și cercetători diferite structuri ale sistemelor flexibile de fabricație, însă în esență  acestea sunt formate din următoarele componente:
- mașini-unelte cu comandă numerică, potențial independente;
- sistem automat de manipulare a materialelor;
- un sistem general de control/comandă care coordonează funcțiunile atât ale mașinilor-unelte cât și ale sistemului de manipulare a materialelor astfel încât să se realizeze flexibilitatea.

Într-un sistem flexibil de fabricație mașinile cu comandă numerică sunt controlate/comandate de calculatoare electronice; piesele de prelucrat sunt manipulate de roboți; produsele finite sunt transportate la destinațiile specifice cu ajutorul unor vehicule ghidate automat (denumite robocare).  Sunt utilizate magazine de scule și sisteme de schimbare automată a sculelor pentru prelucrarea semifabricatelor, iar când apar schimbări în proiectele produselor, acestea sunt încorporate în programele de calculator sau în baza de date.
În conformitate cu formularea enunțată de T. H. Klahorst (1981), SFF este un grup de mașini și echipamente asociate, reunite pentru a prelucra complet un grup sau o familie de piese și include următoarele componente primare și secundare:
Componente primare:
- mașini-unelte
- sistem de manipulare a materialelor
- o rețea de comandă și control cu calculator electronic.

Componente secundare:
- tehnologie de proces cu comandă numerică
- sistem de scule pentru arborele principal al mașinii
- dispozitive de fixare a pieselor de prelucrat
- managementul operațiilor.

Semantica precisă a acestor componente depinde de tipul de aplicație pentru care va fi destinat sistemul flexibil.

## Criterii de flexibilitate
Principala caracteristică a SFF este flexibilitatea, obținută prin automatizare. În sens general, flexibilitatea este aptitudinea de a fi modificat ușor.
Profesorul Ioan Abrudan consideră că flexibilitatea este (Ioan Abrudan, op. cit., p. 22) „Capacitatea sistemului de fabricație de a se adapta rapid și economic la schimbări provenite din mediul exterior sau din interiorul [sistemului], schimbări care pot fi predeterminate sau accidentale, previzibile sau imprevizibile și pot avea un caracter de durată sau temporar.”
Noțiunea de flexibilitate a SFF este multicriterială și neunivocă. Se pot deosebi diferite criterii de flexibilitate pentru evaluarea SFF, dintre care unele sunt interdependente. Aceste criterii sunt următoarele.
- Flexibilitatea mașinilor este caracterizată de rapiditatea adaptării (modificării reglajului) utilajelor tehnologice ale SFF, în ceea ce privește sistemul de scule, sistemul de poziționare și fixare a pieselor de prelucrat, programul de comandă numerică (CN) etc. pentru prelucrarea pieselor dintr-o familie dată.

- Flexibilitatea tehnologică ( sau a proceselor) reprezintă capacitatea SFF  de a produce un grup dat de tipuri de piese diferite, prin procedee tehnologice variate.

- Flexibilitatea structurală este posibilitatea de lărgire a funcțiilor generale ale SFF prin introducerea unor noi module  tehnologice flexibile.

- Flexibilitatea itinerariului este caracterizată de capacitatea SFF de a continua prelucrarea mulțimii date de piese în cazul unor defectări ale unor componente tehnologice ale SFF.  Aceasta implică faptul ca funcțiunile mașinilor care s-au defectat să poată fi preluate de alte mașini din sistemul flexibil, în care scop sunt operate modificări în dirijarea pieselor, care efectuează itinerarii alternative.

- Flexibilitatea operațională (engleză operation flexibility) este capacitatea de modificare a succesiunii  operațiilor pentru fiecare tip de piesă.

- Flexibilitatea de schimbare a produselor este capacitatea de adaptare rapidă și economică pentru producerea unui nou produs sau grup de produse.

- Flexibilitatea sarcinii de fabricație are semnificația unei capacități a SFF de a funcționa eficient la diferite volume de producție.

- Flexibilitatea sortimentală este caracterizată de capacitatea SFF de a produce tipuri sau variante de produse cât mai diferite, cu consumuri minime de timp pentru adaptarea/reglarea din nou, necesară la un nou produs.

Îndeplinirea simultană a tuturor criteriilor de flexibilitate enumerate constituie însă un deziderat imposibil sau foarte dificil de realizat, datorită costurilor prohibitive. 

### Flexibilitatea unui sistem de fabricație
A fost propusă cuantificarea flexibilității sistemelor de fabricație printr-un așa-numit grad de flexibilitate. Fiecare sistem este atât de flexibil cât permite gradul de încărcare ηA al domeniilor de aplicare i ale sistemelor sale de fluxuri și elementelor sale structurale (mașini de prelucrare, instalații de stocare, de transport, de transfer etc.). Prin încărcare se va înțelege aici, în sens larg, încărcarea parametrilor tehnici și temporali.
Flexibilitatea unui sistem se va putea cuantifica prin gradul de flexibilitate ηF, exprimat în funcție de acest grad de încărcare ηA:
ηF = 1 - ηA

## Structuri de organizare a SFF
Sistemele flexibile de fabricație existente în industrie diferă foarte mult în privința configurației mașinilor, numărului de mașini componente ale sistemului și costurilor de investiție. În funcție de structura lor de organizare și de extinderea lor se deosebesc următoarele tipuri de SFF:
Unitatea flexibilă de fabricație este un sistem cu o singură mașină, de exemplu un centru de prelucrare sau un centru de strunjire, echipat cu un magazin multi-palete, un schimbător automat de palete sau robot și un dispozitiv de schimbare automată a sculelor. Această unitate flexibilă poate funcționa parțial fără supraveghere.
Celula flexibilă de fabricație (sau modulul flexibil de fabricație) este un sistem flexibil de fabricație care constă dintr-o singură mașină-unealtă (de exemplu un centru de prelucrare) sau două mașini-unelte cu comandă numerică, echipate cu dispozitive de schimbare automată a sculelor și cu mijloace automate de alimentare cu semifabricate (piese de prelucrat) și de evacuare a pieselor prelucrate (cu roboți industriali), utilajele funcționând autonom (fără intervenție umană) pe durata prelucrării unui lot de piese omogene și având posibilitatea de restabilire automatizată a reglajului (reglare din nou) pentru piese diferite din aceeași familie.  Celula flexibilă de fabricație are posibilitatea de a fi integrată într-un sistem flexibil de nivel ierarhic superior.  În imediata apropiere a mașinii-unelte cu comandă numerică pot fi amplasate posturi ajutătoare de prelucrare, de control, de marcare și eventual, chiar de asamblare și de ambalare a produsului.
În cazul general, în componența celulei flexibile pot intra un magazin multi-palete port-piese, un schimbător automat de palete sau robot, un schimbător automat de scule și dispozitive, mecanisme de evacuare a așchiilor, de control automat al pieselor și sculelor, de restabilire a reglajului etc.
Linia automată flexibilă (LAF) constă din mai multe celule flexibile reunite printr-un sistem de comandă și supraveghere automatizat (prin calculator) și printr-un sistem de transport automat care deplasează paletele sau piesele de prelucrat între posturile de lucru, amplasate în succesiunea adoptată a operațiilor tehnologice.
Linia automată flexibilă se caracterizează prin faptul că funcționează cu tact impus și are un flux unidirecțional determinat al pieselor, dar se poate adapta rapid pentru prelucrarea pieselor dintr-o nomenclatură prestabilită, aceste piese având asemănări geometrice și tehnologice. Flexibilitatea de adaptare la prelucrarea diferitelor piese pe linia flexibilă se obține fie prin modificarea programelor de comandă a mașinilor-unelte cu comandă numerică, fie prin reglaje automate efectuate asupra componentelor individuale ale liniei, la trecerea de la un tip de piesă la altul (din aceeași familie).
Atelierul flexibil de fabricație (AF) este un SFF care constă din totalitatea liniilor automate flexibile, destinate pentru executarea produselor dintr-o nomenclatură dată. Este definit și  ca o reuniune de celule flexibile de fabricație, interconectate prin sisteme automate de transport pentru piese și scule.
Uzina automată flexibilă reprezintă totalitatea atelierelor (sau secțiilor) automatizate flexibile destinate pentru fabricarea produselor finite în conformitate cu programul producției de bază.  Uzina automată flexibilă rezultă prin integrarea mai multor SFF, procesul de fabricație fiind complet automatizat. Uzina automată flexibilă, cu integrare totală constituie așa-numitul concept CIM - Computer Integrated Manufacturing. Sistemul CIM presupune integrarea, prin intermediul calculatoarelor electronice, într-o structură unitară, preponderent informatică, a activităților de proiectare constructivă și tehnologică, de planificare și de producție, precum și interconectarea informațională a tuturor sectoarelor de activitate ale uzinei, prin intermediul rețelelor locale de comunicații.
CIM constituie o prelucrare integrată a informațiilor pentru sarcinile tehnice și economice ale unei întreprinderi industriale.
Structura CIM se organizează în concepție modulară, în care modulele corespund funcțiilor integrate în sistem. Sistemele CIM, fiind sisteme complexe, se organizează în structură ierarhizată, prin repartizarea modulelor pe niveluri ierarhice complet delimitate, dar cu posibilitatea schimbului de informații între niveluri.                                       
Există și alte scheme de clasificare a SFF, de exemplu:                                       
- SFF secvențial care tratează o serie simultan și poate fi reconvertit rapid pentru a trata alte serii de produse;
- SFF aleatoriu în interiorul căruia se pot trata într-o ordine aleatorie diferite tipuri de piese pentru fabricarea cărora  sistemul a fost conceput;
- SFF specializat, conceput pentru un număr relativ mic de piese. Acesta este totuși mai puțin rigid decât o linie de transfer;
- SFF la comandă specială. Este conceput  și instalat de  vânzătorul unui SFF în funcție de specificațiile utilizatorului;
- SFF modular. Este o celulă flexibilă de fabricație care a fost extinsă prin etape succesive, prin completarea sau multiplicarea unui modul de bază, până ce a devenit un SFF, utilizând materiale mai mult sau mai puțin standardizate, furnizate de diferiți producători.

In funcție de forma geometrică a pieselor care se prelucrează pe SFF, acestea se pot clasifica în:
- SFF pentru prelucrarea pieselor de revoluție: de tip arbore sau de tip disc;
- SFF pentru prelucrarea pieselor prismatice : de tip carcasă, de tip placă sau cu configurație oarecare.
Celulele flexibile sau sistemele flexibile de fabricație pot fi concepute pentru diferite tipuri de procese de fabricație: așchierea metalelor sau deformarea plastică a metalelor (matrițare, ambutisare, ștanțare), asamblare, sudare etc. Alte sectoare de aplicații sunt tratamentul suprafețelor (de exemplu, linii robotizate pentru vopsire prin pulverizare în industria automobilelor), control și testare, precum și operații de fabricație a unor piese din materiale nemetalice: mase plastice, lemn sau materiale compozite. Aplicația majoră a SFF se referă la prelucrările prin așchiere. În funcție de operațiile tehnologice efectuate,  se pot deosebi următoarele tipuri de celule flexibile:
- celule flexibile pentru debitare și centruire (execuție găuri de centrare);
- celule flexibile pentru strunjire, găurire axială, alezare și frezare;
- celule flexibile pentru rectificare (abrazare);
- celule flexibile pentru danturare;  acestea pot fi dotate cu mașini de frezat danturi și mașini de rectificat danturi.
Pentru prelucrările prin așchiere , un SFF propriu-zis poate fi descris ca fiind:
-un sistem de producție automatizat pentru fabricarea produselor (sau pieselor componente ale acestora) în serie mijlocie și într-o varietate mijlocie, cu timpi de reglare minimi;
- un sistem de mașini compus din mai multe mașini cu comandă numerică (dintre care cel puțin un centru de prelucrare prin frezare-alezare sau un centru de strunjire) integrate cu sisteme automate de transfer și de manipulare a pieselor de  prelucrat și a sculelor, care sunt conectate cu un subsistem automatizat de magazine pentru semifabricate (engleză raw material) și piese prelucrate, precum și magazine pentru scule;
- toate subsistemele menționate mai înainte sunt comandate de un calculator central (denumit și calculator de proces sau unitate centrală de calcul) care încarcă programele CN la mașinile-unelte individuale, comandă fluxul pieselor de prelucrat și generează rapoarte asupra performanțelor sistemului;
- în SFF sunt îndeplinite în mod automat și următoarele funcțiuni: programarea (engleză scheduling), selectarea programelor-piesă, detectarea anomaliilor în procesele de așchiere, detectarea ruperii sculelor, compensarea uzurii sculelor, funcția de retragere a paletelor, măsurarea automată a pieselor, unele funcțiuni de autodiagnosticare.

## Funcțiile celulei flexibile de fabricație
Pentru funcționarea unei celule flexibile fără personal de servire, componentele celulei trebuie să îndeplinească anumite funcții care pot fi clasificate în următoarele cinci grupe.
- Grupa A: funcții pentru automatizarea schimbării sculelor în vederea alimentării cu scule a mașinilor-unelte, inclusiv funcții de schimbare a pieselor și programelor de comandă numerică pentru mașini și roboți;
- Grupa B: funcții pentru automatizarea controlului procesului de prelucrare (control scule, control piese prelucrate, control al funcționării mașinii);
- Grupa C: funcții pentru restabilire automată și calibrare automată (înlocuirea sculelor uzate cu scule de rezervă din magazin, selectarea capetelor multiax din magazin, alinierea automată a piesei de prelucrat pe mașină etc.);
- Grupa D: funcția pentru diagnosticare automată (vizualizarea anomaliilor în procesul de așchiere etc.);
- Grupa E: funcții pentru prelucrare de mare eficiență (comandă adaptivă, conectare la echipamentul de comandă ierarhic superior).

### Software pentru celule flexibile și sisteme flexibile
Au fost elaborate module software pentru celule și sisteme flexibile de fabricație. . Dintre acestea fac parte: 
Software specializat pentru controlul duratei de viață a sculei. Pentru evitarea rebutării pieselor prelucrate din cauza uzurii exagerate a sculei sau a ruperii acesteia este necesar să se urmărească durata de viață disponibilă pentru fiecare sculă. Programul specializat care controlează timpul efectiv de așchiere al fiecărei scule sau lungimea drumului de așchiere ține evidența rezervei de durabilitate pentru fiecare sculă.
- modul-program pentru palpatorul de măsurare a sculei pe mașină. Măsurarea sculei pe mașină se face automat cu palpatorul electronic montat pe masa mașinii-unelte. Scula fixată pe arborele principal este adusă în contact cu palpatorul, deplasările fiind comandate prin program special. Rezultatele măsurării sunt transmise echipamentului CNC (=Computerized numerical control) al mașinii, pentru compensarea erorilor datorate uzurii sculei. 
- software specializat pentru palpatorul de măsurare a piesei ce se prelucrează pe mașină. Măsurarea piesei pe mașină se face automat cu ajutorul unui palpator electronic selectat din magazinul de scule, pentru a fi montat în arborele principal al mașinii. În vederea măsurării piesei se apelează programe specializate, care conțin cicluri automate de control. Rezultatele măsurării sunt transmise echipamentului CNC (Comandă numerică cu calculator) al mașinii,care comandă compensarea erorilor. 

## Pregătirea tehnologică a fabricației pentru SFF
Alegerea unui proces tehnologic optim pentru fabricarea pieselor din familia stabilită este un factor important care influențează eficiența în exploatare a SFF.  Pregătirea tehnologică a fabricației -factor esențial în structurarea unui SFF este denumită în literatura de specialitate în l. engleză CAPP: Computer Aided Process Planning  (Planificarea proceselor asistată de calculator).
Particularitățile caracteristice ale procesului tehnologic de prelucrare, desfășurat într-un SFF sunt următoarele.
- asigură itinerarul (traseul) tehnologic comun pentru prelucrarea oricărei piese din nomenclatura aleasă;
- asigură baze tehnologice unice pentru piesele din întreaga nomenclatură;
- procesul tehnologic trebuie să faciliteze încărcarea optimă a mașinilor-unelte, cu consumuri minime de timpi la trecerea de la prelucrarea unui tip de piese (unei grupe de piese) la alta;
- să necesite cheltuieli minime pentru echipamente tehnologice (scule, dispozitive, verificatoare - SDV);
- să asigure continuitatea funcționării întregului sistem flexibil.
Pregătirea tehnologică a fabricației în sisteme flexibile constă în realizarea următoarelor sarcini:
- elaborarea planurilor de prelucrare a pieselor din nomenclatura aleasă;
- elaborarea programelor pentru mașinile cu comandă numerică (programe CN);
- gestionarea programelor CN (off-line);
- gestionarea fișierelor tehnologice.
Cerințele menționate pentru procesul tehnologic de prelucrare pot fi îndeplinite în condițiile organizării procesului de prelucrare automatizat, flexibil, prin utilizarea tehnologiei de grup, respectiv a operațiilor tehnologice de grup. Fabricația flexibilă are ca precursor tehnologia de grup.
Prima etapă în pregătirea tehnologică a fabricației pe baza tehnologiei de grup constă în stabilirea familiei de piese ce vor fi prelucrate în cadrul SFF. Gruparea pieselor în familii trebuie realizată astfel încât toate componentele/piesele familiei să poată fi prelucrate pe mașinile componente ale SFF, folosind echipamentele tehnologice și mijloacele de manipulare și transport incluse în structura SFF. Piesele sunt clasate în familii (grupe) în funcție de analogiile morfologice și dimensionale pe care le prezintă. În mod ideal, fiecare familie de piese are similitudine suficientă între piese, astfel încât piesele individuale pot fi prelucrate  printr-un subgrup particular dintre procesele de fabricație generale din cadrul planului. De asemenea, se are în vedere că folosirea roboților industriali în SFF impune gruparea pieselor și după criteriul asemănării dimensiunilor de gabarit și similitudinii configurației bazelor pieselor cu suprafețele dispozitivului de apucare al robotului industrial. În scopul alcătuirii familiilor/grupelor de piese se folosesc diferite sisteme de clasificare și codificare (clasificatoare) a pieselor. Metoda clasificării și codificării pieselor constă în repartizarea pieselor în clase sau grupe și apoi alocarea de identități acestora prin codificare numerică. Existența mașinilor-unelte cu comandă numerică în SFF reduce cerințele de maximă asemănare constructivă, dimensională și de itinerariu tehnologic, ceea ce amplifică posibilitățile de alegere a pieselor adecvate pentru prelucrare în SFF, însă pe de altă parte, este necesară o calificare mai ridicată a personalului de proiectare.
Altă posibilitate de pregătire a fabricației în cadrul SFF constă în sinteza procesului tehnologic pe baza descrierii formalizate a suprafețelor elementare ale piesei (suprafețe cilindrice, conice, plane etc.) și a generării automate a succesiunii operațiilor și fazelor tehnologice. În această variantă de abordare generativă sunt necesari algoritmi și programe de formare a structurii procesului tehnologic. Se parcurg următorii pași succesivi:
- împărțirea procesului tehnologic într-o serie de etape generale (sau principiale) succesive de prelucrare: pregătirea semifabricatului, etapa de degroșare, etapa de finisare, etapa de netezire (honuire, lepuire etc.); dacă piesa necesită precizii de prelucrare ridicate și/sau tratamente termice ori termochimice (recoacere, călire, revenire, cementare etc.) atunci succesiunea etapelor generale se obține prin modificarea itinerarului general. Tehnologia generală conține următoarele module ale sistemului de generare automată: alegerea semifabricatului, determinarea oportunității execuției etapei de degroșare ca etapă independentă sau reunită cu etapa de finisare, alegerea procedeelor de prelucrare a diferitelor suprafețe , corespunzătoare etapelor de degroșare și de finisare.
- determinarea celor mai raționale planuri de prelucrare a suprafețelor elementare ale pieselor (suprafețe de revoluție, suprafețe plane etc.;
- formarea  (sau structurarea) operațiilor tehnologice: stabilirea conținutului operațiilor de prelucrare adică a fazelor tehnologice componente;
- determinarea succesiunii operațiilor tehnologice și selectarea tipurilor de utilaje tehnologice, de scule și de dispozitive de prindere/fixare; la determinarea succesiunii operațiilor se ține seama de nivelul de descompunere a piesei în entități (forme geometrice și specificații) care implică asocieri de scule și cinematică a mașinilor și de asemenea, se au în vedere pozițiile relative ale suprafețelor de prelucrat și bazele tehnologice selectate;
- în pasul următor al abordării generative se detaliază tehnologia operațiilor: se stabilesc dimensiunile suprafețelor pe operații, se determină componența și ordinea de execuție a trecerilor de așchiere, caracteristicile mașinilor-unelte, sculelor, dispozitivelor de prindere/fixare, se calculează regimurile de așchiere și normele de timp pe operații;
- informațiile tehnologice rezultate în urma parcurgerii pașilor precedenți sunt memorate în baza de date
] tehnologică;
- se editează întregul ansamblu de informații tehnologice sub forma documentației tehnologice tipărite  la imprimantă.

## Utilizarea rețelelor Petri în proiectarea SFF
Proiectarea și funcționarea sistemelor flexibile de fabricație necesită modelarea și analiza în vederea selectării alternativei optime de proiectare și a politicii operaționale optime. Rețelele Petri reprezintă un instrument grafic și matematic integrat care asigură un mediu uniform pentru modelarea, analiza formală și proiectarea sistemelor cu evenimente discrete. Este posibilă utilizarea rețelelor Petri în diferite domenii de proiectare a SFF, cum sunt: modelarea, analiza, evaluarea performanțelor sistemului, simularea evenimentelor discrete, controlul evenimentelor discrete, planificarea și programarea SFF. Unul dintre avantajele importante ale utilizării modelelor rețelelor Petri este faptul că același model este utilizat pentru analiza proprietăților de comportare și a evaluării performanțelor, precum și pentru construirea sistematică a simulatoarelor și controllerelor evenimentelor discrete. Ca instrument matematic, rețelele Petri permit să se efectueze o verificare formală a proprietăților referitoare la comportarea sistemului de bază, de exemplu, relațiile de precedență dintre evenimente, operațiile simultane, sincronizarea adecvată, lipsa și evitarea opririlor totale (engleză deadlock), activități repetitive etc.

### Elemente de bază pentru rețele Petri
Orice rețea fizică conține două elemente de bază: noduri și legături. O rețea Petri are două categorii de noduri: locuri și tranziții. Locurile sunt utilizate pentru a reprezenta, condiția, starea unei componente, sau o operație în sistem. Sunt simbolizate prin cercuri. Tranzițiile reprezintă/modelează evenimente și/sau operații; acestea sunt simbolizate prin dreptunghiuri. În loc de legături bi-direcționale din unele rețele fizice, rețelele Petri utilizează arce orientate pentru a lega locurile (numite locuri de intrare pentru o tranziție) cu tranziții, sau pentru a lega tranzițiile de locuri (denumite locuri de ieșire). Cu alte cuvinte, transferul de informații de la un loc la o tranziție este uni-direcțional.
Locurile, tranzițiile și arcele orientate formează graful orientat al rețelei Petri, denumit structură a rețelei Petri. Dinamica este introdusă permițând ca un loc să posede un număr pozitiv de jetoane (engleză token), simbolizate prin puncte. Aceste puncte/jetoane din un loc ar putea reprezenta numărul de resurse disponibile, indică dacă o condiție este adevărată sau semnifică dacă o operație este în curs de desfășurare, în funcție de ceea ce modelează acel loc. Atunci când toate locurile de intrare la o tranziție posedă un număr suficient de jetoane, evenimentul modelat de tranziție se poate produce, denumit marcajul tranziției. Acest marcaj modifică distribuția jetoanelor în locuri, semnificând modificarea stărilor sistemului. Marcajul inițial modelează starea inițială a sistemului, de la care încep să se desfășoare evenimente.
Introducerea jetoanelor într-o rețea Petri și fluxul lor regulat prin tranziții permite să se vizualizeze în mod clar fluxul materialelor, al controlului și al informațiilor.

### Avantajele rețelelor Petri la proiectarea SFF
Rețelele Petri constituie un instrument cu perspective favorabile în implementarea proiectelor de sisteme flexibile, datorită următoarelor avantaje (MengChu Zhou, 1999, ref.  4):
1. Ușurința modelării caracteristicilor sistemelor industriale complexe:  caracteristici de procese simultane, asincrone și sincrone, conflicte, relații de precedență, non-determinism și opriri automate ale sistemului.
2. Abilitatea de a genera cod de control supervizor, direct din reprezentarea grafică a rețelei Petri.
3. Abilitatea de a verifica sistemul în privința unor proprietăți nedorite, ca de exemplu opriri automate și supraîncărcarea capacității și de a valida codul prin analiză matematică cu computerul.
4. Analiza performanțelor sistemului fără simulare, în multe cazuri. Pot fi evaluate productivitatea, timpii pe ciclu, utilizarea resurselor, fiabilitatea. Pot fi identificate mașinile care produc „locuri înguste” în proces (engleză bottleneck).
5. Din model poate fi condusă simularea evenimentelor discrete.
6. Utilitate pentru programare, deoarece modelul rețelei Petri conține relațiile de precedență între evenimentele din sistem, operațiile simultane, sincronizarea adecvată, activitățile repetitive, excluderea reciprocă a resurselor partajate, precum și alte restricții asupra performanțelor sistemului.

## Planificarea, instalarea și exploatarea SFF
Procesul de implementare a unui SFF este foarte îndelungat și poate fi compus din următoarele cinci faze:
- faza de conștientizare: se culeg informații asupra noii tehnologii, se materializează o idee de proiect pentru o anumită aplicație, se elaborează un studiu de fezabilitate care conține o propunere de proiect ce se înaintează decidenților întreprinderii.
- faza de planificare: se identifică un mare număr de probleme tehnice, economice, de organizare și manageriale, pentru a fi analizate și tratate. În această fază sunt definite obiectivele tehnice și economice ale proiectului particular și se analizează relația acestora cu o strategie SFF pe termen lung, globală, a întreprinderii. Totodată, se identifică piesele și procesele care se pretează cel mai bine la proiectul curent pentru SFF. În ceea ce privește familiile de piese, identificate, se analizează procesele de fabricație în raport cu un număr mare de variabile: mașini și echipamente necesare, timpi pe ciclu, timpii totali consumați de la concepție până la îndeplinirea comenzii, traseele pieselor prin sistem, scule și dispozitive, succesiunea operațiilor tehnologice, numărul de scule și dispozitive de schimbare automată a sculelor, necesare.
- dezvoltarea, în cooperare cu un furnizor, a variantelor referitoare la configurația mașinilor ce vor fi integrate în SFF, fluxul de materiale, dispozitive, scule și informații, structura controlului și necesarul de software.
- simularea SFF cu modele informatice care imită pe calculator procesul de funcționare a sistemului.
- analiza proiectului SFF, pentru a realiza integrarea optimă în sistemul de producție existent.
Faza de instalare a SFF Sarcinile de rezolvat în această fază pot fi sintetizate astfel:
- reconstruirea uzinei pentru a putea adopta SFF. 
- reconfigurarea mașinilor, a manipulării materialelor și a fluxului de informații, în alte departamente ale uzinei, eventual o schimbare a întregii organizări a producției.
- concepția și dezvoltarea unor periferice ale sistemului.
- achiziția de scule și utilități pentru sistem.
- pregătirea unui plan pentru stoparea producției după  sistemul precedent, oprire care este inevitabilă în timpul instalării fizice a SFF.
- pregătirea unui protocol de testări și de acceptare a sistemului.
- pregătirea programelor de exploatare care vor fi aplicate atunci când sistemul va intra în funcțiune.
- implementarea programelor de formare, care trebuie să fie adaptate la diferitele categorii de personal.
- pregătirea pentru a înfrunta situații neprevăzute.
Faza de exploatare începe după ce sistemul a fost testat și acceptat. În această fază pot fi necesare ajustări ale sistemului:
- în această fază este necesară aplicarea unui plan de supraveghere și de evaluare tehnico-economică continuă a sistemului.